# Rap Olympics
Rap Olympics é uma batalha de freestyle rap que teve origem em 1997 em Los Angeles, Califórnia. Ela foi reestruturada em 2005 e foi mudada de local para Miami, Flórida.
O Rap Olympics de 1997 é considerado o ponto de início da carreira do rapper Eminem. Após terminar no segundo lugar, Eminem chamou a atenção do produtor Jimmy Iovine, o qual apresentou uma fita demo de Eminem para o produtor Dr. Dre da Aftermath Entertainment.